# Sergio Mattey
Sergio José Mattey Poll (ur. 20 czerwca 1989) – wenezuelski judoka.
Uczestnik mistrzostw świata w 2013, 2014 i 2015. Startował w Pucharze Świata w latach 2010-2013, 2015, 2017-2019, 2022 i 2023. Zajął piąte miejsce na igrzyskach panamerykańskich w 2015 i 2019. Wicemistrz igrzysk Ameryki Południowej w 2014; trzeci w 2018 i 2022. Złoty medalista igrzysk Ameryki Środkowej i Karaibów w 2014; brązowy w 2018 i 2023. Wicemistrz igrzysk boliwaryjskich w 2013, 2017 i 2022. Triumfator mistrzostw panamerykańskich w 2007 i trzeci w 2019. Brązowy medalista mistrzostw Ameryki Południowej w 2013 roku.